# Piéton
Piéton är ett vattendrag i Belgien.   Det ligger i provinsen Hainaut och regionen Vallonien, i den centrala delen av landet, 50 km söder om huvudstaden Bryssel.
Runt Piéton är det i huvudsak tätbebyggt. Runt Piéton är det tätbefolkat, med 947 invånare per kvadratkilometer.